# Karisaari (ö i Lappland, Rovaniemi, lat 66,47, long 26,14)
Karisaari är en ö i Finland. Den ligger i sjön Jyrhämäjärvi och i kommunen Rovaniemi i den ekonomiska regionen  Rovaniemi ekonomiska region  och landskapet Lappland, i den norra delen av landet, 700 km norr om huvudstaden Helsingfors. Öns area är 0,7 hektar och dess största längd är 120 meter i öst-västlig riktning.